# Качина
Вижте пояснителната страница за други значения на Качини.
Качина са митологични същества в религиозните вярвания на народите пуебло – индианци, разположени в югозападната част на Съединените щати. Качина присъства в културата на народите хопи, зуни и някои племена пуебло в Ню Мексико.

## Произход
Според най-разпространения мит за произхода на Качините, когато хопите изпълзели от Подземния свят, със себе си донесли множество живи духовни създания – Качините.
Митовете за тяхното изчезване обаче се различават.
Първият мит разказва, че Качините придружавали хопите, докато не се заселили в Каса Гранде. Там, придружителите били нападнати от мексиканци, а всичките Качини били избити. Душите им се върнали в Подземния свят, а за да поддържат контакт с тях, оцелелите хопи запазили техните маски и костюми. Когато ги използвали, Качините можели да се въплъщават в индианците.
Другият мит твърди, че Качините напуснали индианците, след като те започнали да приемат подарените им от боговете дарове за даденост. Преди да си тръгнат обаче, съществата обучили няколко верни млади мъже как да изпълняват ритуалите и им казали, че ще идват и ще се въплъщават в онези, които изпълнявали детайлите на ритуала безусловно и с чисто сърце.

## Видове
Видовете Качини са много.
- Животни и птици
- Индивидуализирани създания чрез специфичен звук
- Индивидуализирани създания чрез физическа характеристика
- Храни

Качините поемат вида на всичко необходимо на индианците.

## Ритуали
Поради важното място на Качините в индианската митология, за тях има множество ритуали. Това са най-вече танци и драматизации, които се извършват през февруари (пищно се отпразнува завръщаето на родовете Качини на земята), май (на публични места се появяват хора, изобразяващи различните Качини) и юли (отпразнува се заминаването на Качините)
Тези танци се извършват от избрани мъже и най-често се изпълняват от изгрев до залез, с малки почивки между тях. Облеклата и боята по тези изпълнители са отличителни, ала маската е съществения елемент в преобазяването в Качина. Репетициите никога не се показват пред обществото преди деня на самите церемонии.
В ритуалите се изобразяват около 240 вида качини, като всичките си имат определени маски. Най-ценни обаче са маските на уаи (предци на рода). Някои от тях рядко се показват публично и не участват в танци, а само в по-езотерични ситуации, когато обаче никой не трябва да разказва за облика на маската. Главата на семейството е задължена да храни всеки ден тези родови маски, както и да знае всички песни, свързани с тях.
При успешно извършване на ритуалните танци, Качините дарявали хората с дъжд и благоденствие.

## Култ към Качина
Всички хопи се допускат към него в някакъв период от своя живот. На малките деца се обяснява, че танцуващите Качини в ритуалите са свръхестествени същества. Тази лъжа обаче не може да бъде поддържана дълго и затова след достигането на десетгодишна възраст, танцуващите мъже свалят маските си, разкривайки своите лица пред децата. Въпреки свръхестествените си способности, Качина-изпълнителят е приеман по-скоро като приятел, отколкто като божество.

Освен това, щом някои умре, другите от народа му казват:
Ти се превърна в Качина
Помогни ни да има дъжд

и се застъпи пред боговете да оплодят земите ни